# Illawarra Highway
L’Illawarra Highway est une route longue de 69 km de direction est-ouest reliant Wollongong aux Southern Highlands en Nouvelle-Galles du Sud en Australie. Elle relie la Princes Highway et la Hume Highway et est désignée sous le nom de route nationale 48.
Elle porte le nom de la région qu'elle traverse, la région d'Illawarra. C'est une route pittoresque qui emprunte le col spectaculaire de Macquarie Pass, avec ses nombreux virages et pentes raides, impropres à la circulation de gros camions et autres véhicules articulés. Les camions doivent plutôt utiliser la Mount Keira Road (State Route 88), également connue sous le nom de Picton Road. Elle traverse l'une des forêts tropicales les plus au sud de l'Australie.
Les principales localités sur son trajet sont Albion Park, Shellharbour, Robertson et Moss Vale. Robertson et Moss Vale sont des localités pittoresques avec bâtiments du XIXe siècle encore intacts.

## Principales intersections et villes sur le trajet
| Illawarra Highway                                                                                        |                            |                             |                                                           |
| Vers l'ouest                                                                                             | Distance de Goulburn (km)  | Distance de Wollongong (km) | Vers l'est                                                |
| Fin de l’Illawarra Highway continue sous le nom de Canyonleigh Road jusqu'à Canyonleigh                  | --                         | 81.5                        | Début de l’Illawarra Highway à partir de Canyonleigh Road |
| Mittagong, Campbelltown, Sydney Hume Freeway                                                             | --                         | 81.5                        | Mittagong, Campbelltown, Sydney Hume Freeway              |
| Goulburn, Canberra, Melbourne Hume Freeway                                                               | 57                         | 81                          | Goulburn, Canberra, Melbourne Hume Highway                |
| Exeter Exeter Road                                                                                       | 63                         | 75                          | Sutton Forest                                             |
| Sutton Forest                                                                                            | 63                         | 75                          | Exeter Exeter Road                                        |
| Vers l'ouest                                                                                             | Distance de Moss Vale (km) | Distance de Wollongong (km) | Vers l'est                                                |
| MAIN SOUTHERN RAIL LINE                                                                                  | 0                          | 69                          | Moss Vale                                                 |
| Moss Vale                                                                                                | 0                          | 69                          | MAIN SOUTHERN RAIL LINE                                   |
| continues as                                                                                             | 1                          | 68                          | Bowral, Mittagong Argyle Road                             |
| Bowral, Mittagong, Sydney Argyle Road                                                                    | 1                          | 68                          | duplexes with                                             |
| duplexes with                                                                                            | 5                          | 64                          | Kangaroo Valley, Nowra Nowra Road                         |
| Nowra Nowra Road                                                                                         | 5                          | 64                          | continues as                                              |
| continues as                                                                                             | 11                         | 58                          | Bowral, Mittagong Sheepwash Road Nowra Sheepwash Road     |
| Kangaroo Valley, Nowra Sheepwash Road Bowral, Mittagong Sheepwash Road                                   | 11                         | 58                          | duplexes with                                             |
| UNANDERRA-MOSS VALE RAIL LINE                                                                            | 21                         | 48                          | UNANDERRA-MOSS VALE RAIL LINE                             |
| Robertson                                                                                                | 22                         | 47                          | Robertson                                                 |
| UNANDERRA-MOSS VALE RAIL LINE                                                                            | 25                         | 44                          | UNANDERRA-MOSS VALE RAIL LINE                             |
| en parallèle avec                                                                                        | 25.5                       | 43.5                        | Jamberoo, Kiama Jamberoo Mountain Road                    |
| Jamberoo, Kiama Jamberoo Mountain Road                                                                   | 25.5                       | 43.5                        | continue comme                                            |
| UNANDERRA-MOSS VALE RAIL LINE                                                                            | 26.5                       | 42.5                        | UNANDERRA-MOSS VALE RAIL LINE                             |
| UNANDERRA-MOSS VALE RAIL LINE                                                                            | 28                         | 41                          | UNANDERRA-MOSS VALE RAIL LINE                             |
| Shellharbour Tongarra Road                                                                               | 46.5                       | 22.5                        | Albion Park                                               |
| Albion Park                                                                                              | 46.5                       | 22.5                        | Shellharbour, Kiama Tongarra Road                         |
| Début de l’Illawarra Highway                                                                             | 49                         | 20                          | Fin de l’Illawarra Highway                                |
| Sens giratoire Princes Highway to Wollongong et Sydney Princes Highway vers Shellharbour, Kiama et Nowra |                            |                             |                                                           |